# Brennleiten
Brennleiten ist eine Siedlung in den Gemeinden Enzersfeld im Weinviertel und Hagenbrunn in Niederösterreich.

## Geografie
Die Siedlung befindet sich nördlich von Wien zwischen Hagenbrunn und Königsbrunn in einem nach Osten exponierten Geländeeinschnitt. Unter dem Ort verläuft in einem Tunnel die Wiener Außenring Schnellstraße.

## Geschichte
Die Entwicklung der Siedlung setzte in der 2. Hälfte des 20. Jahrhunderts ein, als sich hier verstärkt Menschen niederließen, die die hohe Lebensqualität im ländlichen Raum schätzten, aber dennoch die Nähe zur Großstadt Wien suchten. Zur Stadtgrenze von Wien sind es nur 4 Kilometer und nach Stammersdorf sind es 6 Kilometer.